# 10e cérémonie des Victoires de la musique
 (avril 2025).
Si vous disposez d'ouvrages ou d'articles de référence ou si vous connaissez des sites web de qualité traitant du thème abordé ici, merci de compléter l'article en donnant les références utiles à sa vérifiabilité et en les liant à la section « Notes et références ».
La 10e cérémonie des Victoires de la musique a lieu le 13 février 1995 au Palais des congrès de Paris. Elle est présentée par Michel Drucker et Nagui.

## Palmarès
Les gagnants sont indiqués ci-dessous en tête de chaque catégorie et en caractères gras.

### Artiste interprète masculin

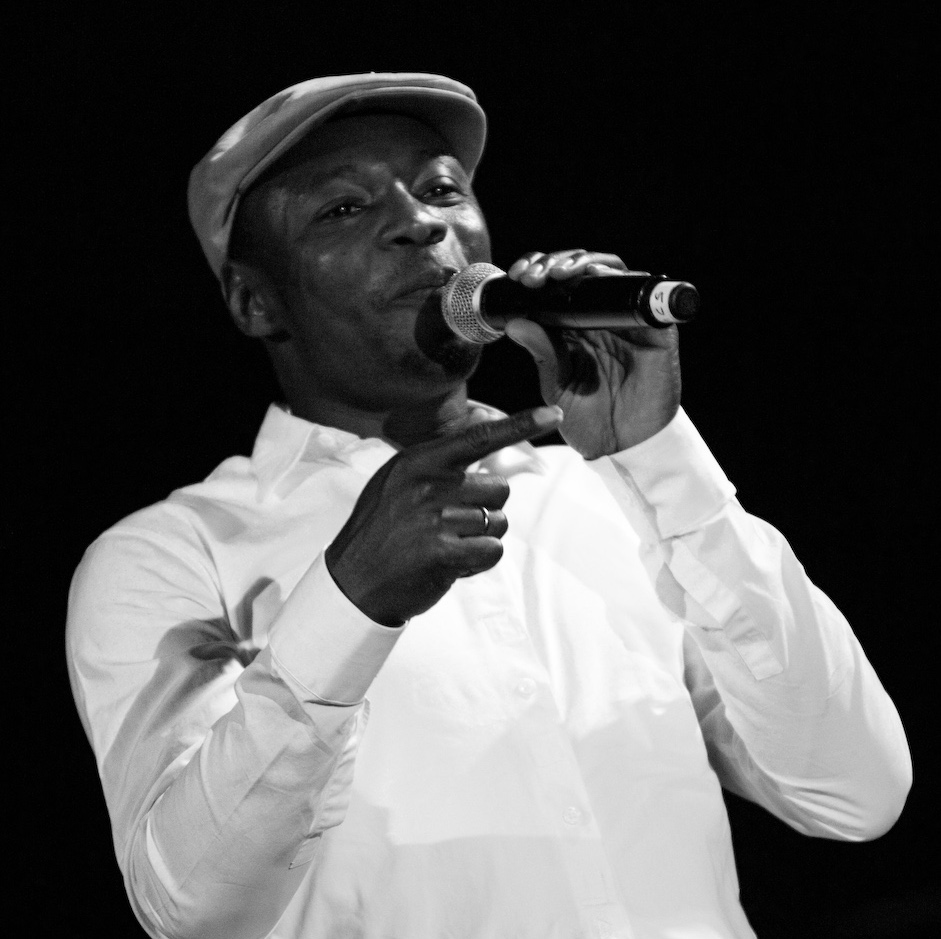
MC Solaar, artiste masculin de l'année

- MC Solaar
  - Francis Cabrel
  - Alain Souchon

### Artiste interprète féminine

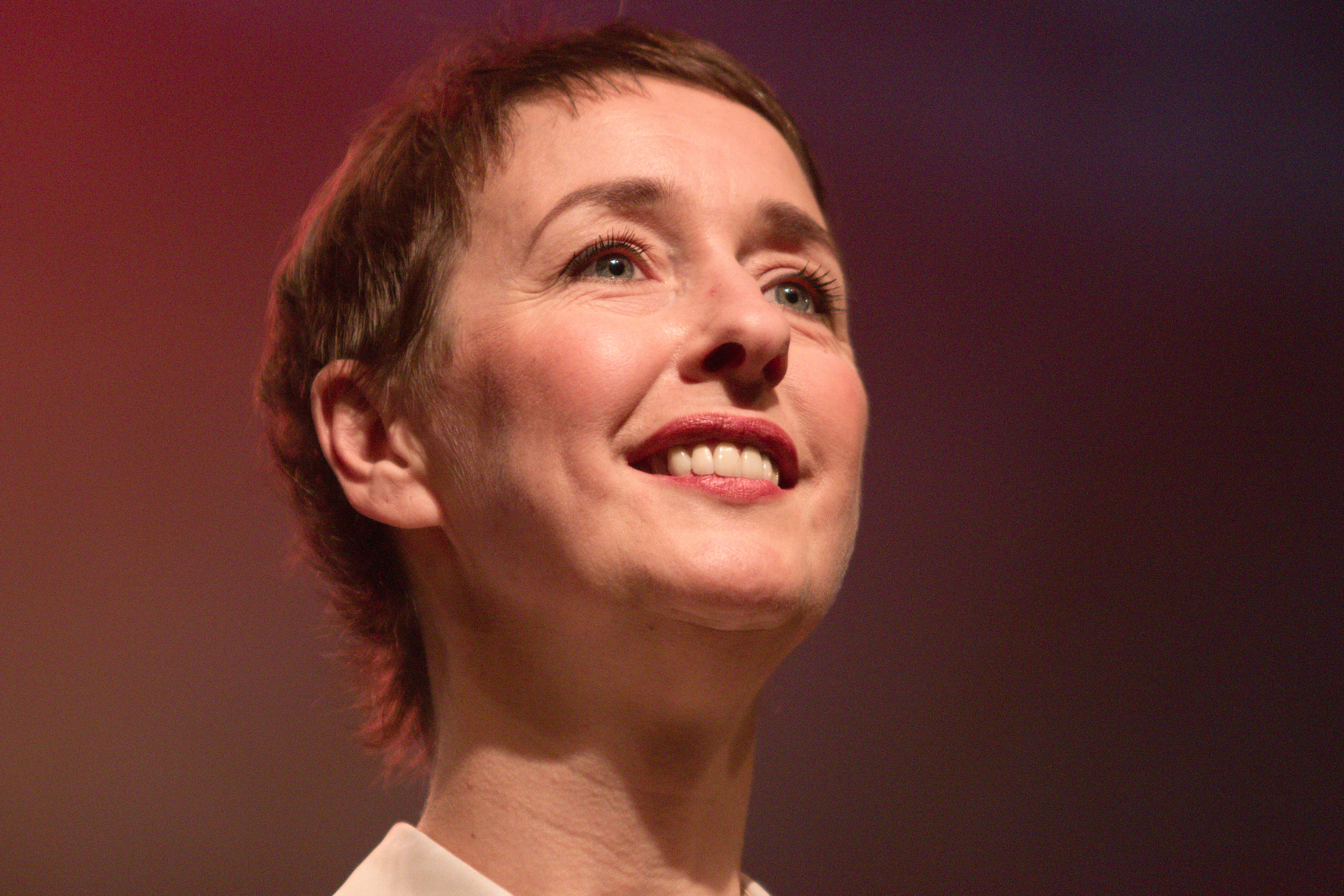
Enzo Enzo, artiste féminine de l'année

- Enzo Enzo
  - Liane Foly
  - Véronique Sanson

### Groupe

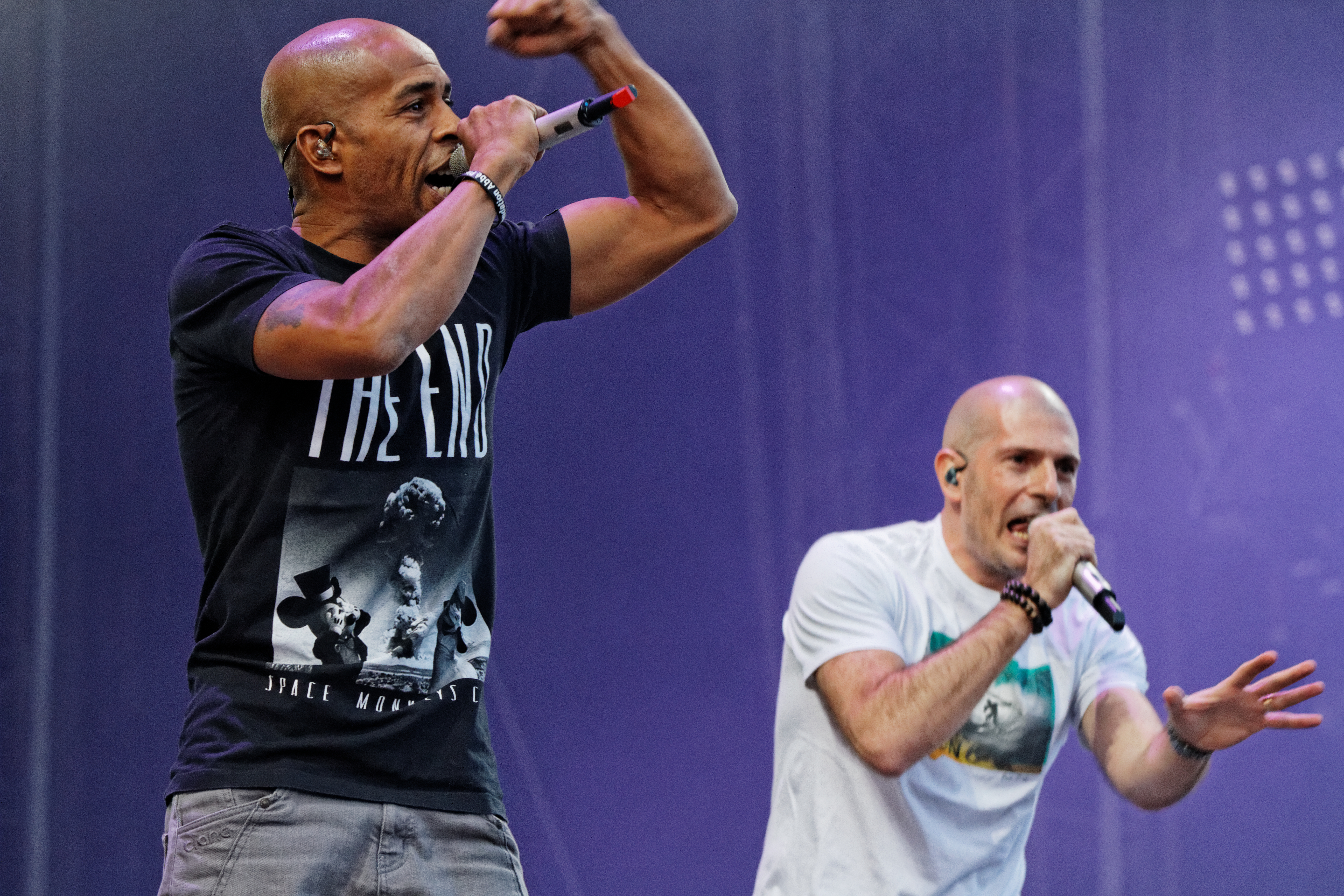
IAM, groupe de l'année

- IAM
  - Fredericks Goldman Jones
  - Native

### Artiste interprète ou groupe francophone

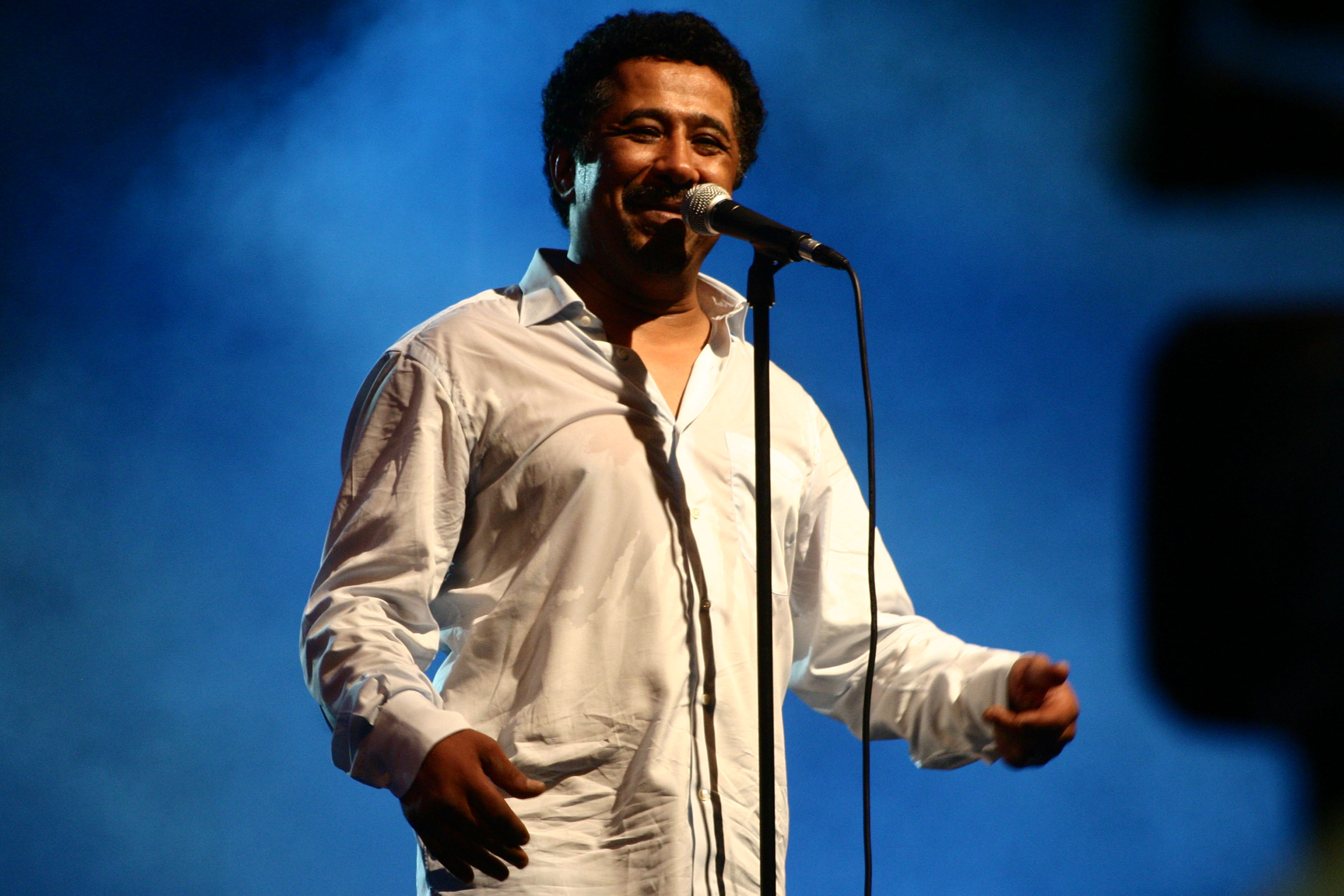
Khaled, artiste francophone de l'année

- Khaled
  - Céline Dion
  - Maurane

### Révélation variétés masculine

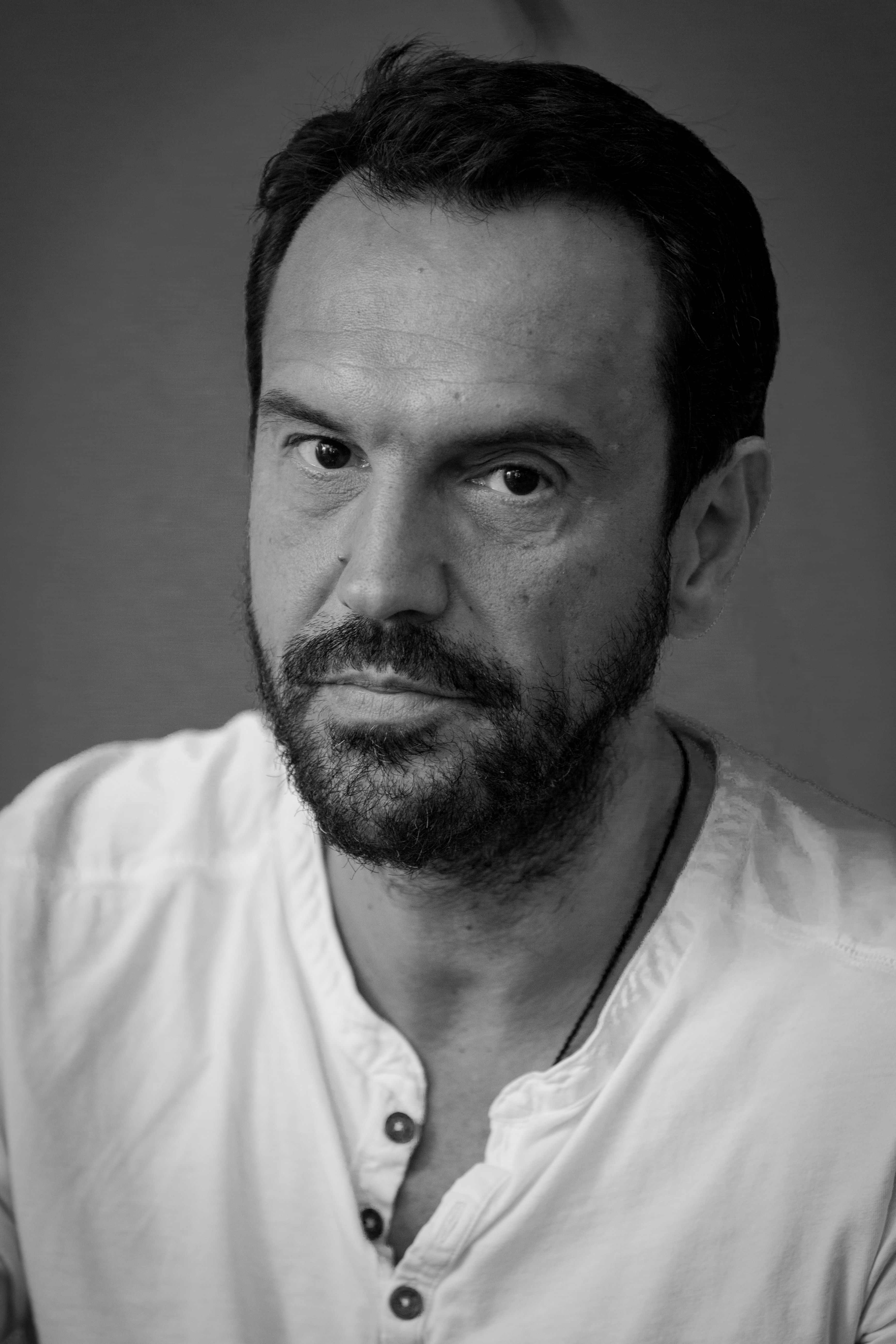
Gérald De Palmas, révélation masculine de l'année

- Gérald De Palmas
  - Mano Solo
  - Tonton David

### Révélation variétés féminine
- Rachel des Bois
  - Clémence Lhomme
  - Vallée

### Groupe révélation
- Sinclair
  - Billy Ze Kick et les Gamins en Folie
  - Indigo
  - No One Is Innocent

### Album
- Samedi soir sur la Terre de Francis Cabrel
  - Chatterton d'Alain Bashung
  - Prose combat de MC Solaar

### Chanson
- Juste quelqu'un de bien d'Enzo Enzo[1] (paroles et musique : Kent Cockenstock)
  - Je danse le mia d'IAM (paroles : Akhenaton - musique : IAM)
  - Ma petite entreprise d'Alain Bashung (paroles : Alain Bashung et Jean Fauque - musique : Alain Bashung)

### Concert
- Eddy Mitchell à Bercy, au Casino de Paris, à l'Olympia et au Zénith de Paris
  - Charles Aznavour au Palais des congrès de Paris
  - Alain Bashung à l'Olympia

### Album de musique du monde
- Polyphonies de Voce di Corsica
  - Héritage des Celtes de Dan Ar Braz
  - Stone Age de Stone Age

### Album de chansons pour enfant
- L'Évasion de Toni de Anémone, Jocelyne Béroard, Alain Chamfort, Henri Dès, Liane Foly, Johnny Go, Le Grand Orchestre du Splendid, Kassav, Gérard Klein, Maurane, Francis Perrin et Renaud
  - Les Fabulettes pour de rire d'Anne Sylvestre
  - Le K, un drame musical instantané de Richard Bohringer (récitant)

### Humoriste
- Raymond Devos
  - Marc Jolivet
  - Élie Kakou

### Compositeur de musique de film
- Éric Serra pour Léon
  - Bratsch pour Le Mangeur de lune
  - Jean-Claude Petit pour L'Étudiant étranger

### Vidéo-clip
- Nouveau western de MC Solaar, réalisé par Stéphane Sednaoui
  - Clara veut la lune d'Alain Chamfort, réalisé par Philippe Gautier
  - Ma petite entreprise d'Alain Bashung, réalisé par Jean-Baptiste Mondino

### Producteur français de spectacle
- Corida
  - CWP
  - Gilbert Coullier Organisation

## Artistes à nomination multiple
- Alain Bashung (4)
- MC Solaar (3)
- Francis Cabrel (2)
- Alain Chamfort (2)
- Enzo Enzo (2)
- Liane Foly (2)
- IAM (2)
- Maurane (2)

## Artiste à récompenses multiples
- Enzo Enzo (2)
- MC Solaar (2)